# 坎利亞科查湖
12°41′10″S 75°28′56″W / 12.68611°S 75.48222°W
坎利亞科查湖（Lake Canllacocha），是秘魯的湖泊，位於該國中南部萬卡韋利卡大區，由萬卡韋利卡省的阿科班比亞區負責管轄，處於阿克奇科查湖以東，面積0.87平方公里。